# Daszanpuzaur
Daszanpuzaur (Dashanpusaurus dongi) – zauropod z rodziny kamarazaurów (Camarasauridae); jego nazwa oznacza "jaszczura z Dashanpu" (od nazwy miejscowości, w pobliżu której znaleziono jego szczątki).
Żył w epoce środkowej jury (ok. 170-164 mln lat temu) na terenach wschodniej Azji. Długość ciała ok. 17 m, wysokość ok. 5 m, masa ok. 20 t. Jego szczątki znaleziono w Chinach (w prowincji Syczuan), w skałach formacji Shaximiao.
Daszanpuzaur został opisany na podstawie licznych fragmentów szkieletu.